# Gush Shalom
Gush Shalom (Hebreeuws: גוש שלום; Nederlands: Vredesplatform) is een Israëlische vredesbeweging die in 1993 werd opgericht uit de ontgoocheling over de Oslo-akkoorden. Voormalig Knessetlid Uri Avnery ligt aan de basis van de groep en zijn ideologie. Het is een kleine vrijwilligersorganisatie die bij verschillende acties (demonstraties, brievenacties, publicaties) mensen op de been weet te brengen. Iedere week plaatst Gush Shalom in het dagblad Ha'aretz een advertentie met een tekst die tot nadenken stemt. Oprichter Uri schrijft elke week een kritisch commentaar op politieke ontwikkelingen in Israël. De groep ijvert voor een einde aan de bezetting en de oprichting van een Palestijnse staat binnen de Groene Lijn met Oost-Jeruzalem als hoofdstad.